# Pospolite ruszenie

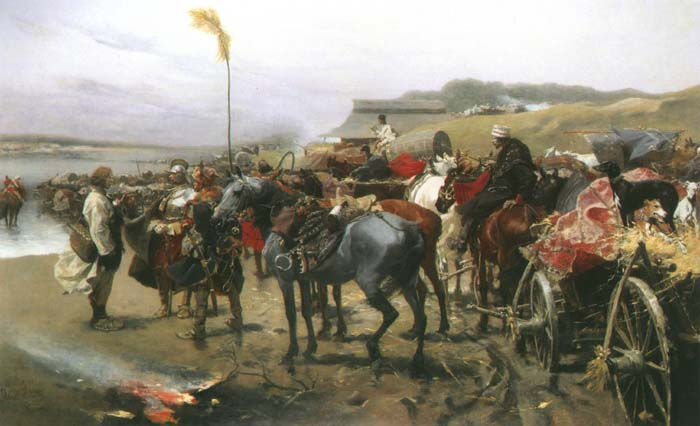
Pospolite ruszenie.

Pospolite ruszenie (movimento comum, também conhecido pelo termo francês levée en masse por alguns historiadores não poloneses), é um termo polonês anacrônico para descrever a mobilização das forças armadas, especialmente nos tempos da República das Duas Nações. A tradicional mobilização de parte da população para a guerra existiu desde antes do século XIII até o século XIX. As mais recentes unidades pospolite ruszenie eram formadas pelos membros da (szlachta), em unidades de cavalaria e suas armas favoritas eram o sabre (szabla), vários tipos de pistolas e carabinas.

## Desenvolvimento histórico
Antes do século XIII a pospolite ruszenie era um método habitual empregado no aumento dos exércitos reais poloneses. Porém, gradualmente, devido ao sistema econômico do feudalismo e a insegurança causada por ter que contar com camponeses destreinados ficou inviável a mobilização de um grande número deles. Então, só os proprietários de terras passaram a ser mobilizados. Nos proprietários de terras incluíam-se os Cavaleiros — que posteriormente se transformavam em nobres (szlachta) — como também em wójts e sołtys (representantes de altos cargos do governo).
As unidades pospolite ruszenie eram normalmente organizadas por cada uma das voivodias e variavam em qualidade. A szlachta de regiões como Kresy (fronteira polaco-ucraniana), onde as lutas eram mais frequentes, criavam unidades competentes, enquanto que daquelas regiões da República onde a paz era mais comum faltava experiência de batalha, treinamento e frequentemente eram inferiores comparadas com o exército regular (wojsko kwarciane) ou com os mercenários. A partir do século XVI a pospolite ruszenie foi cada vez mais sendo superada por militares profissionais, no entanto, a szlachta continuou a acreditar que formava a elite do exército e que a sua participação na defesa do país era uma razão importante para sua posição privilegiada nele.
Os privilégios concedidos pelos reis à szlachta limitaram o direito dos reis para pedir a pospolite ruszenie, especialmente para ações fora do território da Polônia.
Depois de 1794, sob a influência da Revolução Francesa e das ideias do Iluminismo sobre o papel da milícia, foi considerado que a pospolite ruszenie consistia de todos os homens capazes entre 18 e 40 anos de idade. Em 1806 por decreto de Napoleão Bonaparte, a pospolite ruszenie no Ducado de Varsóvia serviu por um curto período como a força de reserva e fonte de recrutamento para o exército regular. Durante a Revolta de Novembro em 1831, o Sejm pediu a pospolite ruszenie para os que tivessem entre 17 e 50 anos idade, mas o General Jan Zygmunt Skrzynecki foi contrário a esse plano.
Na Segunda República da Polônia (1918-1939), foi considerado que a pospolite ruszenie consistia dos soldados da reserva entre a idade de 40 a 50 anos e de oficiais entre 50 a 60 anos. Eles tinham que participar dos exercícios do exército e servir nas forças armadas durante os tempos de guerra. Nos esquemas de mobilização, a pospolite ruszenie era tratada como a terceira onda de tropas a chegar à frente de batalha.